# Bentley S1
Bentley S1 – luksusowy samochód osobowy produkowany przez brytyjską firmę Bentley w latach 1956–1959. Dostępny jako 4-drzwiowy saloon lub 2-drzwiowe coupé. Następca modelu R Type. Do napędu użyto sześciocylindrowego silnika rzędowego o pojemności 4,9 litra. Moc przenoszona była na koła tylne poprzez 4-biegową manualną bądź automatyczną skrzynię biegów. Został zastąpiony przez Bentleya S2.

## Dane techniczne

### Silnik
- R6 4,9 l (4886 cm³) OHV[1]
- Układ zasilania: dwa gaźniki SU[1]
- Średnica × skok tłoka: 93 mm × 111,7 mm[1]
- Stopień sprężania: 6,68:1

### Osiągi
- Przyspieszenie 0-80 km/h: 9,2 s
- Przyspieszenie 0-100 km/h: 13,1 s[2]
- Prędkość maksymalna: 193 km/h[1]
- Średnie zużycie paliwa: 17,5 l/100 km[2]